# غل سليمان أباد
غل‌ سليمان‌ أباد هي قرية في مقاطعة مياندوآب، إيران. عدد سكان هذه القرية هو 2,923 في سنة 2006.